# Есмуратов, Калим
Галим Есмуратов (каз. Ғалім Есмуратов; 1928 год — ?) — Старший табунщик колхоза имени Степана Разина Испульского района Гурьевской области, Казахская ССР. Герой Социалистического Труда (1948).

## Биография
Галим Есмуратов родился в 1928 году в ауле Горы Испульского района Гурьевской области. Казах. Образование 5 классов. Беспартийный. 
Трудовую деятельность начал 14-летним подростком в годы Великой Отечественной войны, когда его отец Есмурат Кисусанов табунщик колхоза им. Степана Разина Испульского района, уходя на фронт в 1942 году, передал ему табун из 133 лошадей. Зима 1942 года была особенно суровой, но Галим Есмуратов не спасовал перед трудностями. В первую же зимовку он провел без единого отхода конепоголовья и весной в 1943 году от 52 конематок, закрепленных за ним, он получил по одному жеребенку.
За 5 лет (1942-1947) он вырастил 147 лошадей, из них 30 лучших скакунов колхоз передал Красной армии. За достигнутые успехи в увеличении конепоголовья Галим Есмуратов в 1945 году удостоился награды орден Отечественной войны II степени.
В 1947-1948 годы Галим Есмуратов добился новых успехов в развитии конского поголовья колхоза. В течение двух лет, при табунном содержании, он от 52 конематок ежегодно получает по 52 жеребенка, при этом проявляя большую сноровку и мастерство по воспитанию и сохранению молодняка. В его табуне и в последующие годы не было ни одного случая падежа как взрослых лошадей, так и молодняка.
Указом Президиума Верховного Совета СССР от 23 июля 1948 года «за получение высокой продуктивности животноводства в 1947 году при выполнении колхозом обязательных поставок сельскохозяйственных продуктов и плана развития животноводства» удостоен звания Героя Социалистического Труда с вручением Ордена Ленина и золотой медали Серп и Молот.
В апреле 1950 года призвали в Советскую Армию. После демобилизации в 1954 году возвратился в свой родной колхоз им. Ленина. Колхоз послал его на курсы шоферов в Гурьев. По окончании курсов работал шофером в колхозе до 1958 года. В связи с состоянием здоровья с 1958 по 1966 год работал разнорабочим колхоза им. Ленина (позже преобразованном в совхоз им. Амангельды). С 1966 году Галим Есмуратов помощник табунщик на конетоварной ферме совхоза им. Амангельды. 